# Batalla de Pidna (148 a. C.)
La segunda batalla de Pidna opuso en 148 a. C. al ejército de la República romana, mandado por Quinto Cecilio Metelo Macedónico con el del Reino de Macedonia, dirigido por Andrisco. La victoria decisiva de los romanos condujo al final de la cuarta guerra macedónica, convirtiéndose Macedonia en provincia romana. 